# 21 Pułk Moździerzy
21 samodzielny pułk moździerzy – pułk artylerii ludowego Wojska Polskiego.
Sformowany w 1951 w Braniewie jako samodzielny pułk moździerzy. W 1952 roku stacjonował w Brodnicy. W czerwcu 1953 przeformowany na 27 Brygadę Moździerzy.

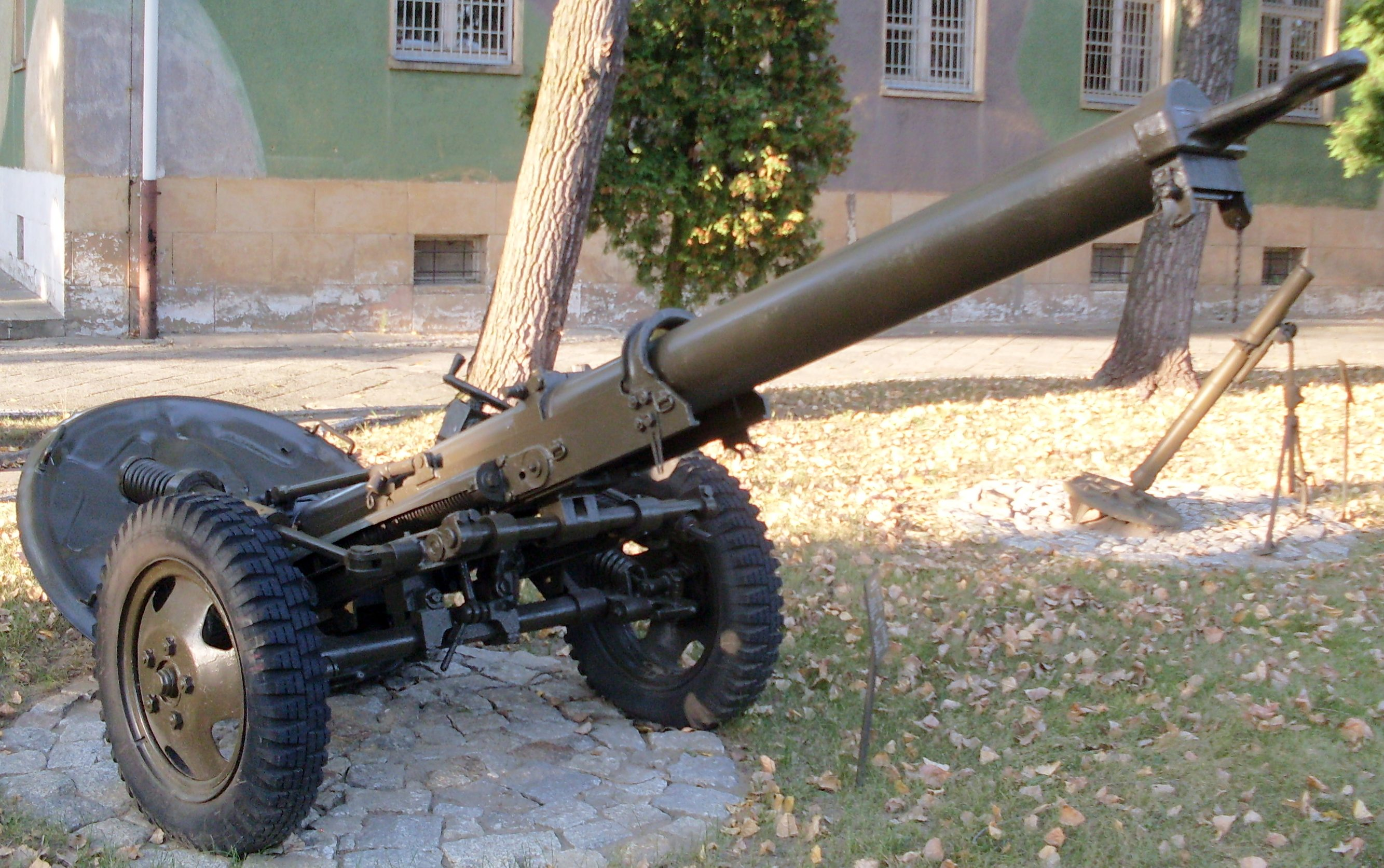
160 mm moździerz wz. 1943

## Skład organizacyjny
- Dowództwo i sztab
- dwa dywizjony moździerzy
  - pluton dowodzenia
  - trzy baterie moździerzy 
    - pluton dowodzenia
    - trzy plutony ogniowe
- dywizjon szkolny
- kwatermistrzostwo.

Stan osobowy pułku wynosił 605 żołnierzy. Uzbrojenie stanowiły 42 moździerze 160 mm